# Sympathie
Sympathie is 'mede met iemand iets aanvoelen'. Waar het om draait wordt begrepen, en als zodanig geaccepteerd (instemmend). Zo kan er sympathie voor gevoelens of bepaalde gedachtegangen of juist voor bepaald gedrag zijn. Het geven van sympathie werkt vaak ‘opbeurend’ voor de ander. De ander krijgt dan het gevoel gesteund te worden.
Een a-typische vorm van sympathie is het stockholmsyndroom.

## Aanvullende uitleg
Sympathie is een diep gevoel van genegenheid en verbondenheid dat we voelen voor anderen. Het is een vorm van affectie en medeleven waarbij we ons kunnen inleven in de emoties en ervaringen van een ander. Sympathie gaat verder dan alleen begrip tonen; het impliceert een oprechte waardering en genegenheid voor de ander.